# Taichi Ichikawa
Taichi Ichikawa (市川太一 Ichikawa Taichi?, Tokio, 4 de febrero de 1993) es un actor de voz japonés afiliado a VIMS. Después de darse cuenta del potencial de la actuación de voz escuchando programas de radio, Ichikawa se inspiró para ingresar a la escuela vocacional y convertirse en actor de voz. Algunos de sus papeles notables incluyen a Kurogo Kurusu en Kabukibu! y 25° Baam en Kami no Tō.

## Biografía
Taichi Ichikawa nació en Tokio el 4 de febrero de 1993. En la escuela secundaria, Ichikawa era fan de un programa de radio de Showtaro Morikubo, donde Ichikawa quedó impresionado con las posibilidades de la actuación de voz. Mientras estaba en la universidad, logró ahorrar suficiente dinero para asistir a la escuela vocacional. Allí, el actor de voz Jun Fukushima le enseñó cómo actuar correctamente en las series. Más tarde comenzó a actuar profesionalmente en 2015 con voces adicionales en Aoharu × Kikanjū

## Filmografía
Los papeles principales están en negrita

### Anime

#### Series de televisión
| Año  | Título                                                                        | Rol                 | Refs.  |
| ---- | ----------------------------------------------------------------------------- | ------------------- | ------ |
| 2015 | Aoharu × Kikanjū                                                              | Voces adicionales   | [ 2 ]  |
| 2017 | Kabukibu!                                                                     | Kurogo Kurusu       | [ 3 ]  |
| 2018 | Saiki Kusuo no Psi-nan 2                                                      | Agawa               | [ 4 ]  |
| 2018 | Gundam Build Divers                                                           | Matt                | [ 4 ]  |
| 2018 | Hinamatsuri                                                                   | Kengo               | [ 4 ]  |
| 2018 | Yagate Kimi ni Naru                                                           | Seiji Maki          | [ 5 ]  |
| 2018 | Major 2nd                                                                     | Hayato Urabe        | [ 6 ]  |
| 2019 | Vinland Saga                                                                  | Hermano de Anne     | [ 7 ]  |
| 2019 | Duel Masters!!                                                                | Cap                 | [ 4 ]  |
| 2019 | Uchi no Ko no Tame naraba, Ore wa Moshikashitara Maou mo Taoseru kamo Shirena | Hagel               | [ 4 ]  |
| 2020 | Kami no Tō                                                                    | 25° Baam            | [ 8 ]  |
| 2020 | Duel Masters King                                                             | Cap                 | [ 4 ]  |
| 2020 | From Argonavis                                                                | Kanata Nijō         | [ 9 ]  |
| 2021 | Duel Masters King!                                                            | Cap                 | [ 4 ]  |
| 2021 | Horimiya                                                                      | Chico de secundaria | [ 7 ]  |
| 2021 | Shūmatsu no Harem                                                             | Reito Mizuhara      | [ 10 ] |
| 2022 | Karakai Jōzu no Takagi-san 3                                                  | Shibasaki           | [ 11 ] |
| 2022 | Kingdom 4th Season                                                            | Yi Meng             | [ 12 ] |
| 2023 | Saikyō Onmyōji no Isekai Tenseiki                                             | Beren               | [ 13 ] |
| 2024 | Tokidoki Bosotto Russia-go de Dereru Tonari no Alya-san                       | Hikaru Kiyomiya     | [ 14 ] |
| 2024 | Kami no Tō: Ōji no Kikan                                                      | 25° Baam            | [ 15 ] |
| 2024 | Hitoribotchi no Isekai Kōryaku                                                | Tōma Oda            | [ 16 ] |
| 2024 | Dungeon ni Deai o Motomeru no wa Machigatteiru Darō ka V: Hōjō no Megami-hen  | Hermanos Gulliver   | [ 17 ] |
| 2024 | Kami no Tō: Kōbō-sen                                                          | 25° Baam            | [ 18 ] |
| 2025 | Necronomico no Cosmic Horror Show                                             | NAO-KICHI           | [ 19 ] |
| 2026 | Tokidoki Bosotto Russia-go de Dereru Tonari no Alya-san Season 2              | Hikaru Kiyomiya     | [ 20 ] |

#### Películas
| Año  | Título                                  | Rol       | Refs. |
| ---- | --------------------------------------- | --------- | ----- |
| 2022 | Karakai Jōzu no Takagi-san: La Película | Shibasaki | [ 4 ] |

### Videojuegos
- Trinity Trigger como Cyan[21]